# Sainte-Geneviève (Meurthe-et-Moselle)
Pour les articles homonymes, voir Sainte-Geneviève.
Sainte-Geneviève est une commune française située dans le département de Meurthe-et-Moselle, en région Grand Est.

## Géographie
Village perché.
| Atton                  |                  | Port-sur-Seille |
| Loisy                  | Sainte-Geneviève | Clémery         |
| Bezaumont Ville-au-Val | Landremont       |                 |

### Hydrographie
La commune est dans le bassin versant du Rhin au sein du bassin Rhin-Meuse. Elle est drainée par le ruisseau de Ste-Genevieve et le ruisseau de Thiebaupont,.

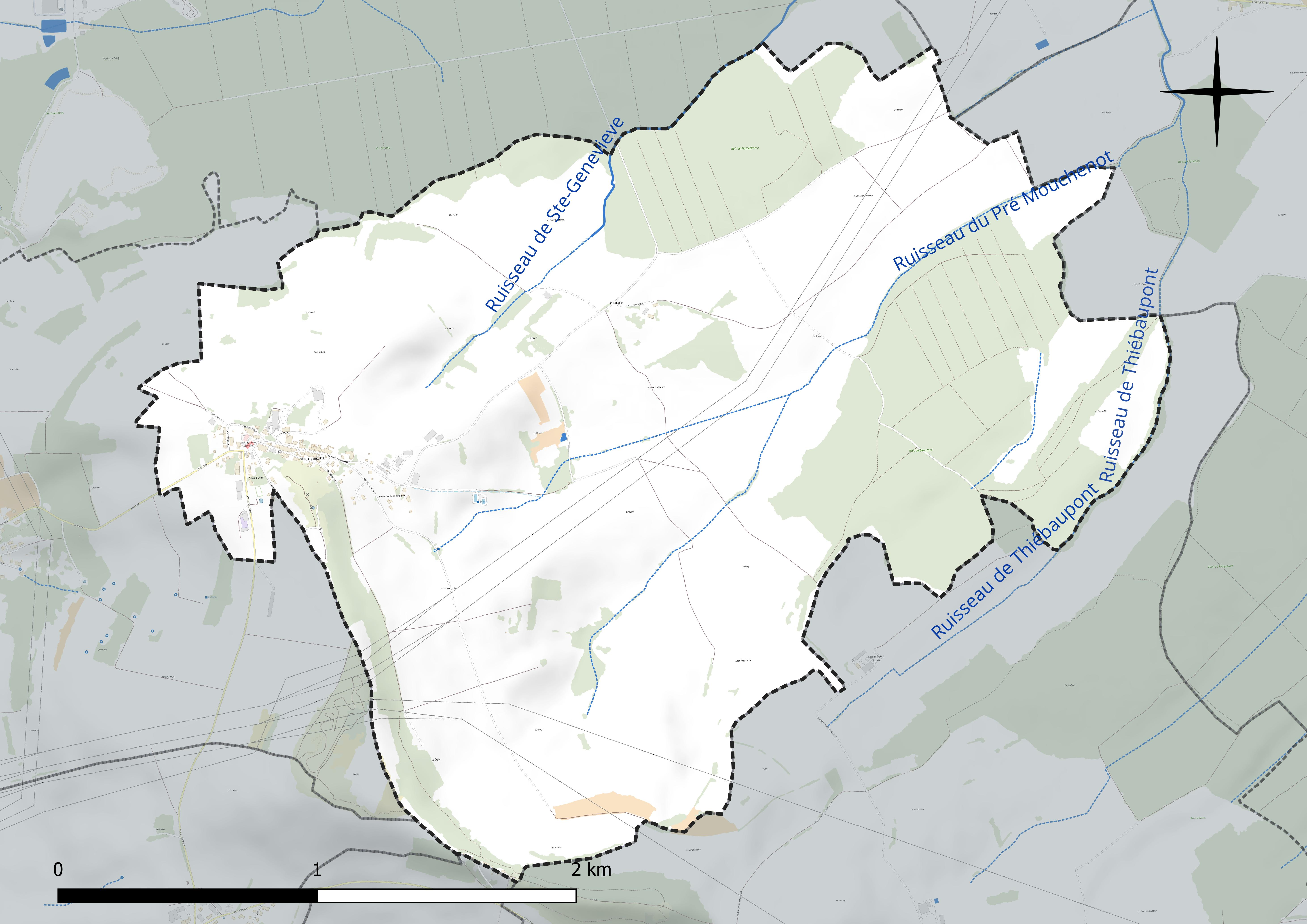
Réseau hydrographique de Sainte-Geneviève.

### Climat
Pour des articles plus généraux, voir Climat du Grand Est et Climat de Meurthe-et-Moselle.
En 2010, le climat de la commune est de type climat des marges montargnardes, selon une étude du Centre national de la recherche scientifique s'appuyant sur une série de données couvrant la période 1971-2000. En 2020, Météo-France publie une typologie des climats de la France métropolitaine dans laquelle la commune est exposée à un climat semi-continental et est dans la région climatique  Lorraine, plateau de Langres, Morvan, caractérisée par un hiver rude (1,5 °C), des vents modérés et des brouillards fréquents en automne et hiver. 
Pour la période 1971-2000, la température annuelle moyenne est de 9,1 °C, avec une amplitude thermique annuelle de 17,1 °C. Le cumul annuel moyen de précipitations est de 833 mm, avec 12,8 jours de précipitations en janvier et 8,6 jours en juillet. Pour la période 1991-2020, la température moyenne annuelle observée sur la station météorologique de Météo-France la plus proche, « Nancy-Essey », sur la commune de Tomblaine à 22 km à vol d'oiseau, est de 11,0 °C et le cumul annuel moyen de précipitations est de 746,3 mm. 
La température maximale relevée sur cette station est de 40,1 °C, atteinte le 24 juillet 2019 ; la température minimale est de −24,8 °C, atteinte le 21 février 1956,,. 
Les paramètres climatiques de la commune ont été estimés pour le milieu du siècle (2041-2070) selon différents scénarios d'émission de gaz à effet de serre à partir des nouvelles projections climatiques de référence DRIAS-2020. Ils sont consultables sur un site dédié publié par Météo-France en novembre 2022.

## Urbanisme

### Typologie
Au 1er janvier 2024, Sainte-Geneviève est catégorisée commune rurale à habitat dispersé, selon la nouvelle grille communale de densité à sept niveaux définie par l'Insee en 2022.
Elle est située hors unité urbaine. Par ailleurs la commune fait partie de l'aire d'attraction de Nancy, dont elle est une commune de la couronne,. Cette aire, qui regroupe 353 communes, est catégorisée dans les aires de 200 000 à moins de 700 000 habitants,.

### Occupation des sols
L'occupation des sols de la commune, telle qu'elle ressort de la base de données européenne d’occupation biophysique des sols Corine Land Cover (CLC), est marquée par l'importance des territoires agricoles (73,5 % en 2018), une proportion identique à celle de 1990 (73,5 %). La répartition détaillée en 2018 est la suivante : terres arables (45,5 %), forêts (26,5 %), prairies (23,9 %), zones agricoles hétérogènes (4 %). L'évolution de l’occupation des sols de la commune et de ses infrastructures peut être observée sur les différentes représentations cartographiques du territoire : la carte de Cassini (XVIIIe siècle), la carte d'état-major (1820-1866) et les cartes ou photos aériennes de l'IGN pour la période actuelle (1950 à aujourd'hui).

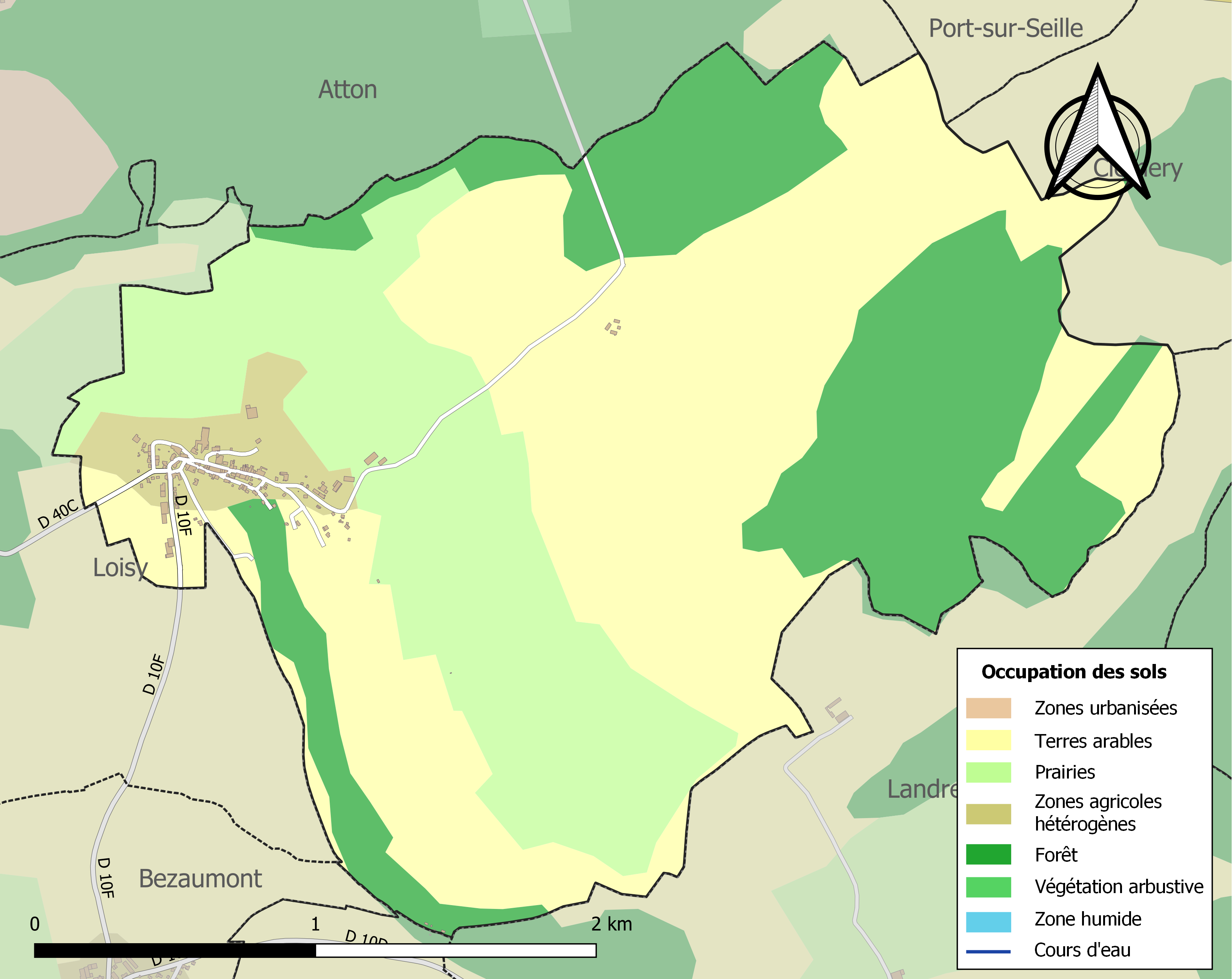
Carte des infrastructures et de l'occupation des sols de la commune en 2018 (CLC).

## Toponymie
Le nom de la localité est attesté sous les formes Saincte-Geneviere (1369) ; Saincte-Jenevefve, Saincte-Jeneviefve (1498) ; Saincte-Geneviefve (1551) ; Sainte-Genefverre (1559).

Sainte-Geneviève est un hagiotoponyme qui fait référence à Geneviève de Paris, de l'oïl sainte est du nom de la sainte, Genovefa.
Au cours de la Révolution française, la commune porte le nom de Mont-Bon-Air.

## Histoire
- Ancien camp romain qui aurait vu les combats de Jovin contre les Alamans, et le passage d'Attila au IVe siècle.
- Terribles combats en septembre 1914.
- Le village fut détruit par les bombardements.

## Politique et administration
| Période                                  | Période   | Identité       | Étiquette | Qualité |
| ---------------------------------------- | --------- | -------------- | --------- | ------- |
| Les données manquantes sont à compléter. |           |                |           |         |
| mars 2001                                | mars 2008 | Graziano Berti |           |         |
| mars 2008                                | mai 2020  | Michel Gattaux |           |         |
| mai 2020                                 | En cours  | Loïc Fortel    |           |         |

## Population et société

### Démographie
L'évolution du nombre d'habitants est connue à travers les recensements de la population effectués dans la commune depuis 1793. Pour les communes de moins de 10 000 habitants, une enquête de recensement portant sur toute la population est réalisée tous les cinq ans, les populations de référence des années intermédiaires étant quant à elles estimées par interpolation ou extrapolation. Pour la commune, le premier recensement exhaustif entrant dans le cadre du nouveau dispositif a été réalisé en 2007.

En 2022, la commune comptait 189 habitants, en évolution de −1,05 % par rapport à 2016 (Meurthe-et-Moselle : −0,13 %, France hors Mayotte : +2,11 %).
| 1793 | 1800 | 1806 | 1821 | 1831 | 1836 | 1841 | 1846 | 1851 |
| ---- | ---- | ---- | ---- | ---- | ---- | ---- | ---- | ---- |
| 450  | 505  | 567  | 583  | 620  | 596  | 615  | 641  | 609  |

| 1856 | 1861 | 1872 | 1876 | 1881 | 1886 | 1891 | 1896 | 1901 |
| ---- | ---- | ---- | ---- | ---- | ---- | ---- | ---- | ---- |
| 547  | 503  | 488  | 473  | 420  | 402  | 370  | 350  | 320  |

| 1906 | 1911 | 1921 | 1926 | 1931 | 1936 | 1946 | 1954 | 1962 |
| ---- | ---- | ---- | ---- | ---- | ---- | ---- | ---- | ---- |
| 321  | 298  | 184  | 164  | 139  | 130  | 101  | 113  | 130  |

| 1968 | 1975 | 1982 | 1990 | 1999 | 2006 | 2007 | 2012 | 2017 |
| ---- | ---- | ---- | ---- | ---- | ---- | ---- | ---- | ---- |
| 124  | 115  | 123  | 144  | 157  | 183  | 187  | 189  | 189  |

| 2022 | - | - | - | - | - | - | - | - |
| ---- | - | - | - | - | - | - | - | - |
| 189  | - | - | - | - | - | - | - | - |

## Culture locale et patrimoine

### Lieux et monuments
- Monument commémoratif de la bataille de 1914.
- Église Sainte-Geneviève dont l'abside et le chœur du XIIe siècle sont inscrits au titre des monuments historiques par arrêté du 29 octobre 1926[22].
- Calvaire de 1551.
- Croix des Martyrs, en mémoire des soldats chrétiens de l'armée de Jovin, tués en 366.

### Équipements culturels
Musée de la machine agricole, dans une ancienne ferme : 60 ans de mécanisation agricole, photos et film.

### Héraldique
| Blason de Sainte-Geneviève (Meurthe-et-Moselle) | Blason  | Blasonnement : de gueules à la croix « Marthyriot » d'argent soutenue par une montagne de sinople accostée de deux épées d'argent posées la pointe en bas. |
| Blason de Sainte-Geneviève (Meurthe-et-Moselle) | Détails | La croix Marthyriot commémore deux événements marquants de l'histoire de Sainte Geneviève : en 366 Jovin, maître de la cavalerie des Gaules y écrasa les barbares germains ; et en septembre 1914 l'armée française repoussa vers Atton les Allemands montant à l'assaut de la colline. Les deux épées rappellent que Sainte Geneviève dépendait de la prévôté de Dieulouard. Le statut officiel du blason reste à déterminer. |